# Сихан
Сиха́н  (яп. 師範, мастер) — почётный титул мастера японских боевых искусств. Обычно титул «сихан» присваивается обладателям данов с пятого по седьмой; для многих видов, в частности, айкидо — начиная с шестого дана.
Степени «сихан» предшествует степень «сидоин» — мастер, обладающий третьим даном и выше. Мастерам с восьмым даном и выше присваивается титул «ханси».
«Фукусидоин», «сидоин», «сихан» и «ханси» — это своего рода инструкторские степени, аналогичные учёным званиям «доцент» и «профессор», в то время как понятие «дан» ближе к учёной степени («магистр», «кандидат», «доктор наук»). Инструкторскую степень обычно присваивают руководителю отделения (секции) в соответствии с его квалификацией. Рядовые ученики, даже имеющие даны (а в Японии и высокие даны 5—7), таких степеней не имеют.